# Phaonia brendana
Phaonia brendana este o specie de muște din genul Phaonia, familia Muscidae, descrisă de Adrian C. Pont în anul 1976. Conform Catalogue of Life specia Phaonia brendana nu are subspecii cunoscute.